# Pilea callicometes
Pilea callicometes är en nässelväxtart som beskrevs av Jacques Désiré Leandri. Pilea callicometes ingår i släktet pileor, och familjen nässelväxter. Inga underarter finns listade i Catalogue of Life.